# 26412 Charlesyu
26412 Charlesyu è un asteroide della fascia principale. Scoperto nel 1999, presenta un'orbita caratterizzata da un semiasse maggiore pari a 2,7332729 UA e da un'eccentricità di 0,1051250, inclinata di 3,08332° rispetto all'eclittica.